# ベネディクト・アントン・アウフシュナイター

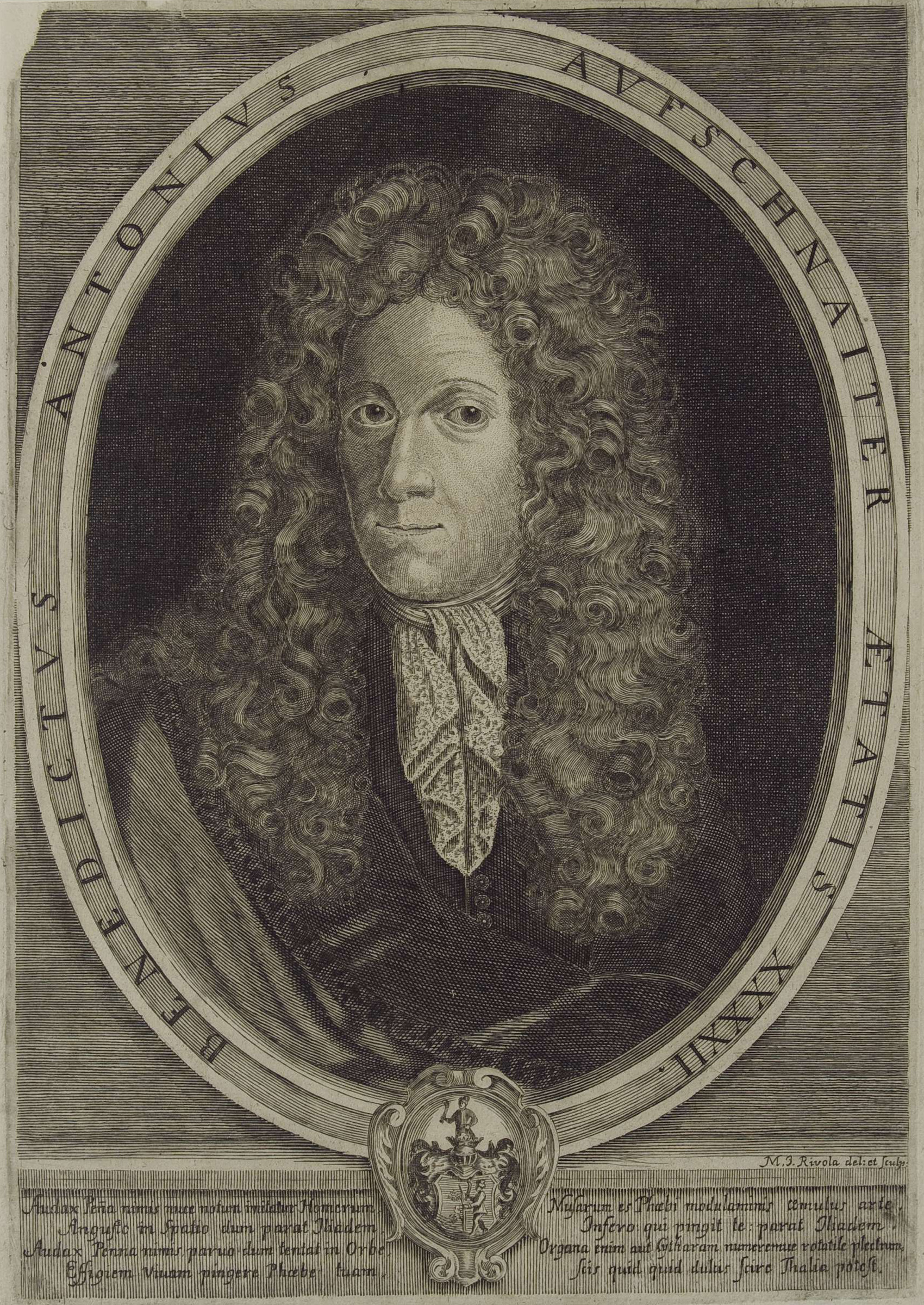
ベネディクト・アントン・アウフシュナイター

ベネディクト・アントン・アウフシュナイター（Benedikt Anton Aufschnaiter, 1665年2月21日受洗 - 1742年1月24日）は、オーストリアのバロック音楽作曲家。

## 生涯
西オーストリア・チロル州のキッツビュール出身。主にウィーンで音楽教育を受け、皇帝の宮廷礼拝堂で仕事を得た。1705年にドイツ最南東部のパッサウ司教の宮廷楽長に就任した。当時、パッサウでは楽長のゲオルク・ムッファトが死去し、その後任に選ばれたのである。結婚は2度しており、2度目の妻に1人の息子がいた。アウフシュナイターはその後もパッサウにとどまり、1742年に死去した。
作品は300ほど現存しているが、多くがカトリックの教会音楽である。著書の 『Regulæ Fundamentales Musurgiæ（良い音楽を作曲するための基本原則）』 でジャコモ・カリッシミ、オルランド・ディ・ラッソ、ヨハン・カスパール・ケルルらを理想としてあげている。

## 作品
- 調和ある不調和（Concors discordia）  6つのセレナーデ Op.2、ニュルンベルク、1695年。

【演奏例】（オルフェオ・バロック管弦楽団 による演奏）
- 甘美なる和声の調べ（Dulcis Fidium Harmonia） 8つの教会ソナタ Op.4、アウクスブルク、1703年
  - no.1 聖グレゴリウス　【演奏例】（アルス・アンティカ・オーストリアによる演奏 [1]、以下同）
  - no.2 聖アンブロジウス　【演奏例】
  - no.3 聖アウグスティヌス　【演奏例】
  - no.4 聖ヒエロニムス　【演奏例】
  - no.5 聖マタイ　【演奏例】
  - no.6 聖マルコ　【演奏例】
  - no.7 聖ルカ　【演奏例】
  - no.8 聖ヨハネ　【演奏例】
- （Memnon sacer ab oriente） 晩祷詩篇 Op.5, アウクスブルク、1709年
- （Alauda V） 5曲のミサ Op.6、1711年
- （Aquila clangens） 12曲のオッフェルトリウム Op.7、パッサウ、1719年
- （Cymbalum Davidis） 4曲の晩祷詩篇 Op.8、パッサウ、1728年
- レクイエム ハ長調、1738年
- （Miserere pro tempore quadragesimae） ミゼレーレ op.9 (未出版）、1724年
- （Concerto o parthia della cortesia） コンチェルト
- （Kommt, beschaut die Weisoheit） トリオ・ソナタ形式の田園曲
- （Litaniae Lauretanae） リタニ
- （Serenada della pace） 平和のセレナーデ ハ長調
- （Sonata gloriosa） 栄光のソナタ

## 文献
- Arrey von Dommer (1875). "Aufschnaiter, Benedict". Allgemeine Deutsche Biographie (ドイツ語). Vol. 1. Leipzig: Duncker & Humblot. p. 655.
- Heinrich Bauer: Aufschnaiter, Benedict Anton. In: Neue Deutsche Biographie (NDB). Band 1, Duncker & Humblot, Berlin 1953, ISBN 3-428-00182-6, S. 443 f. (電子テキスト版).